# Upplands runinskrifter 1063
Runinskrift U 1063 är en runsten i Källslätt, Viksta socken och Uppsala kommun i Uppland. Den står invuxen i brännässlor (2009) på privat mark bakom en liten stuga i Källslätt öster om gamla E4:an mellan Uppsala och Gävle.

## Stenen
Stenen är svår skadad på högra sidan av inskriften. Denna skada lär funnits redan på 1600-talet. Ornamentiken går i Urnesstil Pr4 vilket betyder att den skapades då vikingatiden gled in i medeltiden. Ristningen är signerad av den produktive runmästaren Öpir. Nedan följer den från runor translittererade och översatta runtexten.

## Inskriften
Runor: 
ᛋᛏᚤᚾᚠᚱᛁᚦ᛫ᛅᚢᚴ᛫ᚼᚢᛚᛘᚠᚱᛁᚦ᛫ᛚᛁᛏᚢ᛫ᚱᛅᛁᛋᛅ᛫ᛋᛏᛅᛁᚾ᛫ᚨᚠᛏᛁᛦ...
ᛅᚦᚢᚱ᛫ᛋᛁᚾ...
ᚤᛒᛁᛦ᛫ᚱᛁᛋᛏᛁ᛫ᚱᚢᚾᛅ
- Runsvenska: st[yn]friþ ' (a)u(k) ' hulmfriþ : litu : raisa : stain : eftiR : (þ)... ...(a)þur ' sin * --... ...[runir] ybiR risti runa[4]
- Normalisering: Stynfríðr/Steinfríðr ok Holmfríðr létu reisa stein eptir ... [f]ôður sinn ... [Jô]rundr(?). Œpir risti rúnar.[4]
- Nusvenska: "Stynfrid och Holmfrid läto resa stenen efter Jörundr sin fader. Öpir ristade runorna"[2]